# Department of Hydrology and Meteorology
Das Department of Hydrology and Meteorology (Nepali जल तथा माैसम विज्ञान विभाग; deutsch „Abteilung für Hydrologie und Meteorologie“), kurz DHM, ist der zentrale hydrologische und meteorologische Dienst Nepals. Er untersteht dem Ministry of Energy, Water Resources and Irrigation.

## Geschichte
Nepal ist seit 10. September 1966 Mitglied der World Meteorological Organization (WMO). Ein erster hydrologischer und meteorologischer Dienst wurde im Land 1962 als Sektion des Department of Electricity gegründet und später ins Department of Irrigation umgegliedert. 1988 wurde die Sektion in ein eigenes Department of Hydrology and Meteorology ausgegliedert.
Im Jahr 2022 installierte ein Team der National Geographic Society auf dem Mount Everest auf etwa 8830 m die höchste Wetterstation der Welt. Die automatisierte, über Solarenergie betriebene Messstation ist eine von fünf installierten. Nach einem Memorandum of Understanding mit dem DHM soll der Betrieb der Stationen ab 2026 von der nepalesischen Behörde übernommen werden.

## Organisation
Der Hauptsitz des Department of Hydrology and Meteorology befindet sich in Babarmahal in Kathmandu. Darüber hinaus gibt es vier regionale Büros in Dharan, Pokhara, Bhairahawa und Kohalpur. Generaldirektor ist Kamal Ram Joshi.